# Bestine
A Bestine a Csillagok háborúja elképzelt univerzumának egyik bolygója, saját rendszerében az egyetlen lakható bolygó. 
A Bestine közel fekszik a Koréliai Kereskedelmi Gerinchez.
Ez után a bolygó után nevezték el a Tatuin bolygón a fővárost Bestine-nek az Özvegy Királynő hajó lezuhanását túlélők. (a megkülönböztetés miatt nevezik a bolygót hivatalosan Bestine IV-nek)
A Tatuinon néhány további helyet szintén a Bestine után neveztek el. Ilyen például a Taszken Erőd, ez egy bestine-i sziget után kapta a nevét.

## Leírása
Naprendszerében a központi csillagtól a negyedik bolygó. Mivel ez az egyetlen lakható bolygó a rendszerben, a Birodalom ide telepített egy űrkikötőt és egy műveleti központot. Csaknem a teljes felszínét óceán borítja, amiből néhány helyen sziklás szigetek emelkednek ki.

## Történelme
|  | Alább a cselekmény részletei következnek! |

A bolygó bennszülöttjei kezdetben a szigeteket kihasználva szerettek volna egy szigetparadicsomot létrehozni, később azonban előtérbe került a hajójavító és hajókészítő ipar, amit elősegített a Galaktikus Birodalom hajóépítési igénye.
A Bestine az otthona Jek Porkins pilótának, aki a bolygóról elsőként csatlakozott a Lázadó Szövetséghez és az első Halálcsillag ostromában is részt vett.
A bolygó korai kolonizációja nem volt sikeres. Kian'thar települések jöttek létre Y. e. 278 és 211  között, amiket a telepesek később elhagytak.
Végül Y. e. 170 -ben egy h'kig közösség tartósan meg tudott telepedni itt.
A bolygó a Független Rendszerek Konföderációjának volt a tagja a Klónháborúk alatt. A Galaktikus Köztársaság egy flottát küldött ide, amit Kit Fisto jedi mester üdvözölt abban a reményben, hogy segítenek elfogni Grievous tábornokot a Vasseken.
Y. e. 3 -ban a lakosságot elköltöztették egy birodalmi hajójavító építése miatt. Ez a meglévő kapacitás nagyarányú bővítése volt. A hajóállomásokat az óceán felszínén helyezték el, nem pedig a bolygó körüli orbitális pályán. A lakosságnak „új és izgalmas otthon”-t ígértek, de amikor az ígéretet nem tartották be, egyszerűen szétszóródtak más rendszerekben. Sokan közülük csatlakoztak a Lázadókhoz vagy más módon segítették ügynökeiket a Bestine-en, de sohasem tudták szabotálni a birodalmi hajójavítók működését (amik kódneve „Juggerhead” volt). A hajójavítók látszólag Acclamator-osztályú csillagrombolókat állítottak elő, valójában azonban kutatásokat folytattak, aminek a tárgya együléses, karcsú, vízalatti TIE-vadászok kifejlesztése volt.
A bolygó később az Új Köztársaság részévé vált, de addigra a „Juggerhead” létesítményeket kiürítették a visszavonuló birodalmi erők.
|  | Itt a vége a cselekmény részletezésének! |

## Megjelenése

### A filmekben
Egyik filmben sem jelenik meg semmilyen formában.
Az Egy új remény c. filmben egy kivágott jelenetben Biggs Darklighter elmondja tervét, miszerint csatlakozni fog a Lázadó Szövetséghez ("egy barátja barátaihoz a Bestinen"), akik szeretnék helyreállítani a Köztársaságot. A párbeszéd a könyvváltozatban is szerepel. A bolygót a filmjelenet és a könyv is név szerint említi.

### Videojátékokban
- Star Wars: X-Wing (1993) - a Bestine közelében csapott össze egymással az Immortal nevű csillagromboló a Defiance kalamári cirkálóval. A birodalmiak, bár komoly erőkkel támadták a cirkálót, mégis alulmaradtak a Keyan Farlander által vezetett védekező lázadó vadászgépekkel szemben, 200-nál is több elfogó vadászt és bombázót veszítve az akcióban.
- Star Wars: Empire at War (2006)